# Glatte Artemis
Die Glatte Artemis (Dosinia lupinus), auch Helle Artemis genannt, ist eine Muschelart aus der Ordnung der Venerida.

## Merkmale
Das gleichklappige, rundlich-elliptische Gehäuse misst im Durchmesser etwa 3,8 cm. Die vertikale Achse ist geringfügig größer als die horizontale Achse. Es ist relativ flach, d. h. die beiden Klappen sind mäßig nach außen gewölbt (gebläht). Es ist leicht ungleichseitig, die Wirbel sitzen etwas vor der Mittellinie (bezogen auf die Gehäuselänge). Die Wirbel sind nach vorne gebogen (prosogyr). Die Lunula ist deutlich abgesetzt mit radialen Rücken, aber recht kurz. Das Schloss besitzt in beiden Klappen je drei Kardinalzähne. In der linken Klappe zusätzlich noch ein kleiner Lateralzahn vor dem ersten Kardinalzahn vorhanden. Das tief eingesenkte Ligament erstreckt sich über ca. die Hälfte der Länge des hinteren Dorsalrandes. Der innere Gehäuserand ist glatt. Die Mantellinie zeigt eine tiefe und schmale Bucht. Die Siphonen sind ziemlich lang und miteinander verwachsen.
Die Schale ist kräftig. Die Oberfläche weist nur eine feine konzentrische Rippen und Anwachsstreifung auf. Die Farbe der Außenseite variiert von blassgelb zu cremefarben. Von den Wirbeln gehen gelegentlich beigefarbene radiale Strahlen aus. Das Periostracum ist ein dünner blassgelber Überzug.
Dosinia lupinus lincta

Rechte und linke Klappe des gleichen Tieres:

Rechte Klappe
Linke Klappe

### Ähnliche Arten
Die Artemismuschel (Dosinia exoleta) ist etwas runder im Umriss und auch etwas größer als die Glatte Artemis. Die Gehäuseoberfläche der Glatten Artemis ist glänzend, die Gehäuseoberfläche der Artemismuschel ist dagegen eher matt. Die Außenseite ist stärker berippt und das Ligament ist etwas kürzer.

## Geographische Verbreitung, Lebensraum und Lebensweise
Die Glatte Artemis kommt im östlichen Atlantik von Norwegen bis Westafrika, einschließlich von Nordsee und Mittelmeer vor.
Sie lebt eingegraben in sandig-siltigen, grobsandigen bis kiesigen Schalenbruch-Substraten vom Gezeitenbereich bis in etwa 270 Meter Wassertiefe.

## Taxonomie
Das Taxon wurde von Carl von Linné 1758 als Venus lupinus erstmals beschrieben. Es wird heute allgemein akzeptiert zur Gattung Dosinia Scopoli, 1777 gestellt.

## Belege

### Online
- Marine Bivalve Shells of the British Isles: Dosinia exoleta (Linnaeus, 1758) (Website des National Museum Wales, Department of Natural Sciences, Cardiff)